# Nagroda Brytyjskiej Akademii Filmowej za najlepszą muzykę
Nagroda im. Anthony’ego Asquitha jest nagrodą przyznawaną przez BAFTA za najlepszą muzykę filmową. Przyznawana jest od 1969 roku.

## Lista zwycięzców

### Lata 60
1968: John Barry – Lew w zimie

nominacje:
- John Addison – Szarża lekkiej brygady
- Francis Lai – Żyć, aby żyć
- Nino Rota – Romeo i Julia

1969: Mikis Theodorakis – Z

nominacje:
- Richard Rodney Bennett – Tajna ceremonia
- Georges Delerue – Zakochane kobiety
- Michel Legrand – Sprawa Thomasa Crowna

### Lata 70
1970: Burt Bacharach – Butch Cassidy i Sundance Kid

nominacje:
- Richard Rodney Bennett – MASH
- Johnny Douglas – Przygoda przyjeżdża pociągiem
- Arlo Guthrie – Restauracja Alicji

1971: Michel Legrand – Lato roku 1942

nominacje:
- Charles Dumont – Pan Hulot wśród samochodów
- John P. Hammond – Mały Wielki Człowiek
- Isaac Hayes – Shaft

1972: Nino Rota – Ojciec chrzestny

nominacje
- Richard Rodney Bennett – Lady Caroline Lamb
- Alfred Ralston – Młody Winston
- The Third Ear Band – Tragedia Makbeta

1973: Alan Price – Szczęśliwy człowiek

nominacje:
- Bob Dylan – Pat Garrett i Billy Kid
- Taj Mahal – Sounder
- Mikis Theodorakis – Stan oblężenia

1974: Richard Rodney Bennett – Morderstwo w Orient Expressie

nominacje:
- Jerry Goldsmith – Chinatown
- Francis Lai – Szczęśliwego Nowego Roku
- Michel Legrand – Trzej muszkieterowie
- Mikis Theodorakis – Serpico

1975:
- John Williams – Płonący wieżowiec
- John Williams – Szczęki

nominacje:
- Jerry Goldsmith – Wiatr i lew
- Nino Rota – Ojciec chrzestny II
- David Shire – Długi postój na Park Avenue

1976: Bernard Herrmann – Taksówkarz

nominacje:
- Jack Nitzsche – Lot nad kukułczym gniazdem
- Alan Parker – Pantofelek i róża
- Richard M. Sherman, Robert B. Sherman – Bugsy Malone

1977: John Addison – O jeden most za daleko

nominacje:
- Richard Rodney Bennett – Jeździec
- Marvin Hamlisch – Szpieg, który mnie kochał
- Paul Williams, Barbra Streisand, Kenny Ascher, Rupert Holmes, Leon Russell, Kenny Loggins, Alan Bergman, Marilyn Bergman, Donna Weiss – Narodziny gwiazdy

1978: John Williams – Gwiezdne wojny: część IV – Nowa nadzieja

nominacje:
- Georges Delerue – Julia
- Barry Gibb, Maurice Gibb, Robin Gibb – Gorączka sobotniej nocy
- John Williams – Bliskie spotkania trzeciego stopnia

1979: Ennio Morricone – Niebiańskie dni

nominacje:
- Richard Rodney Bennett – Jankesi
- Carmine Coppola, Francis Ford Coppola – Czas apokalipsy
- Jerry Goldsmith – Obcy – ósmy pasażer Nostromo

### Lata 80
1980: John Williams – Gwiezdne wojny: część V – Imperium kontratakuje

nominacje:
- Hazel O’Connor – Breaking Glass
- John Deacon, Brian May, Freddie Mercury, Roger Taylor, Howard Blake – Flash Gordon
- Michael Gore – Sława

1981: Carl Davis – Kochanica Francuza

nominacje:
- Burt Bacharach – Artur
- John Williams – Poszukiwacze zaginionej Arki
- Vangelis – Rydwany ognia

1982: John Williams – E.T.

nominacje:
- George Fenton, Ravi Shankar – Gandhi
- Vangelis – Łowca androidów
- Vangelis – Zaginiony

1983: Ryūichi Sakamoto – Wesołych świąt, pułkowniku Lawrence

nominacje:
- Mark Knopfler – Biznesmen i gwiazdy
- Giorgio Moroder – Flashdance
- Jack Nitzsche – Oficer i dżentelmen

1984: Ennio Morricone – Dawno temu w Ameryce

nominacje:
- Paco de Lucía – Carmen
- Ry Cooder – Paryż, Teksas
- Mike Oldfield – Pola śmierci

1985: Maurice Jarre – Świadek

nominacje:
- Harold Faltermeyer – Gliniarz z Beverly Hills
- Maurice Jarre – Podróż do Indii
- Brian Gascoigne, Junior Homrich – Szmaragdowy las

1986: Ennio Morricone – Misja

nominacje:
- Herbie Hancock – Około północy
- Richard Robbins – Pokój z widokiem
- John Barry – Pożegnanie z Afryką

1987: Ennio Morricone – Nietykalni

nominacje:
- George Fenton, Jonas Gwangwa – Krzyk wolności
- Peter Martin – Nadzieja i chwała
- Stanley Myers – Szkoda, że Cię tu nie ma

1988: John Williams – Imperium słońca

nominacje:
- Lennie Nielhaus – Bird
- Ryūichi Sakamoto, David Byrne, Su Cong – Ostatni cesarz
- Dick Hyman – Wpływ księżyca

1989: Maurice Jarre – Stowarzyszenie Umarłych Poetów

nominacje:
- Trevor Jones – Missisipi w ogniu
- George Fenton – Niebezpieczne związki
- Carly Simon – Pracująca dziewczyna

### Lata 90
1990: Andrea Morricone, Ennio Morricone – Cinema Paradiso

nominacje:
- Carly Simon – Pocztówki znad krawędzi
- George Fenton – Ślicznotka z Memphis
- Dave Grusin – Wspaniali bracia Baker

1991: Jean-Claude Petit – Cyrano de Bergerac

nominacje:
- Howard Shore – Milczenie owiec
- John Barry – Tańczący z wilkami
- Hans Zimmer – Thelma i Louise

1992: David Hirschfelder – Roztańczony buntownik

nominacje:
- Randy Edelman, Trevor Jones – Ostatni Mohikanin
- Howard Ashman, Alan Menken – Piękna i Bestia
- John Altman – Wysłuchaj mej pieśni

1993:
Najlepsza muzyka: John Williams – Lista Schindlera

nominacje:
- Alan Menken – Aladyn
- Marc Shaiman – Bezsenność w Seattle
- Michael Nyman – Fortepian

1994: Don Was – Backbeat

nominacje:
- Richard Rodney Bennett – Cztery wesela i pogrzeb
- Guy Gross – Priscilla, królowa pustyni
- Hans Zimmer – Król lew

1995: Luis Bacalov – Listonosz

nominacje:
- James Horner – Braveheart. Waleczne serce
- Patrick Doyle – Rozważna i romantyczna
- George Fenton – Szaleństwo króla Jerzego

1996: Gabriel Yared – Angielski pacjent

nominacje:
- David Hirschfelder – Blask
- Tim Rice, Andrew Lloyd Webber – Evita
- Trevor Jones – Orkiestra

1997: Nellee Hooper – Romeo i Julia

nominacje:
- Anne Dudley – Goło i wesoło
- Jerry Goldsmith – Tajemnice Los Angeles
- James Horner – Titanic

1998: David Hirschfelder – Elizabeth

nominacje:
- Barrington Pheloung – Hilary i Jackie
- John Williams – Szeregowiec Ryan
- Stephen Warbeck – Zakochany Szekspir

1999: Thomas Newman – American Beauty

nominacje:
- Ry Cooder, Nick Gold – Buena Vista Social Club
- Sam Mendes – Koniec romansu
- Gabriel Yared – Utalentowany pan Ripley

### 2000–2009
2000: Tan Dun – Przyczajony tygrys, ukryty smok

nominacje:
- Stephen Warbeck – Billy Elliot
- T Bone Burnett, Carter Burwell – Bracie, gdzie jesteś?
- Hans Zimmer, Lisa Gerrard – Gladiator
- Nancy Wilson – U progu sławy

2001: Craig Armstrong, Marius De Vries – Moulin Rouge!

nominacje:
- Yann Tiersen – Amelia
- Angelo Badalamenti – Mulholland Drive
- Harry Gregson-Williams, John Powell – Shrek
- Howard Shore – Władca Pierścieni: Drużyna Pierścienia

2002: Philip Glass – Godziny

nominacje:
- Fred Ebb, Danny Elfman, John Kander – Chicago
- Howard Shore – Gangi Nowego Jorku
- Wojciech Kilar – Pianista
- John Williams – Złap mnie, jeśli potrafisz

2003: T Bone Burnett, Gabriel Yared – Wzgórze nadziei

nominacje:
- Alexandre Desplat – Dziewczyna z perłą
- RZA – Kill Bill Vol. 1
- Brian Reitzell, Kevin Shields – Między słowami
- Howard Shore – Władca Pierścieni: Powrót króla

2004: Gustavo Santaolalla – Dzienniki motocyklowe

nominacje:
- Howard Shore – Aviator
- Jan A.P. Kaczmarek – Marzyciel
- Bruno Coulais – Pan od muzyki
- Craig Armstrong – Ray

2005: John Williams – Wyznania gejszy

nominacje:
- George Fenton – Pani Henderson
- T Bone Burnett – Spacer po linie
- Gustavo Santaolalla – Tajemnica Brokeback Mountain
- Alberto Iglesias – Wierny ogrodnik

2006: Gustavo Santaolalla – Babel

nominacje:
- David Arnold – Casino Royale
- Henry Krieger – Dreamgirls
- John Powell – Happy Feet: Tupot małych stóp
- Alexandre Desplat – Królowa

2007: Christopher Gunning – Niczego nie żałuję – Edith Piaf

nominacje:
- Marc Streitenfeld – Amerykański gangster
- Jonny Greenwood – Aż poleje się krew
- Alberto Iglesias – Chłopiec z latawcem
- Dario Marianelli – Pokuta

2008: A.R. Rahman – Slumdog. Milioner z ulicy

nominacje:
- Alexandre Desplat – Ciekawy przypadek Benjamina Buttona
- Benny Andersson, Björn Ulvaeus – Mamma Mia!
- Hans Zimmer, James Newton Howard – Mroczny Rycerz
- Thomas Newman – WALL·E

2009: Michael Giacchino – Odlot

nominacje:
- James Horner – Avatar
- Alexandre Desplat – Fantastyczny pan Lis
- Chaz Jankel – Sex & Drugs & Rock & Roll
- T Bone Burnett i Stephen Bruton – Szalone serce

### 2010–2019
2010: Alexandre Desplat − Jak zostać królem

nominacje:
- A.R. Rahman − 127 godzin
- Danny Elfman − Alicja w Krainie Czarów
- John Powell − Jak wytresować smoka
- Hans Zimmer − Incepcja

2011: Ludovic Bource − Artysta

nominacje:
- John Williams – Czas wojny
- Trent Reznor i Atticus Ross – Dziewczyna z tatuażem
- Howard Shore – Hugo i jego wynalazek
- Alberto Iglesias – Szpieg

2012: Thomas Newman − Skyfall

nominacje:
- Alexandre Desplat − Operacja Argo
- Dario Marianelli − Anna Karenina
- John Williams − Lincoln
- Mychael Danna − Życie Pi

2013: Steven Price − Grawitacja

nominacje:
- Hans Zimmer − Zniewolony. 12 Years a Slave
- John Williams − Złodziejka książek
- Henry Jackman − Kapitan Phillips
- Thomas Newman − Ratując pana Banksa

2014: Alexandre Desplat − Grand Budapest Hotel

nominacje:
- Antonio Sánchez − Birdman
- Hans Zimmer − Interstellar
- Jóhann Jóhannsson − Teoria wszystkiego
- Mica Levi − Pod skórą

2015: Ennio Morricone − Nienawistna ósemka

nominacje:
- Thomas Newman − Most szpiegów
- Ryūichi Sakamoto, Carsten Nicolai − Zjawa
- Jóhann Jóhannsson − Sicario
- John Williams − Gwiezdne wojny: Przebudzenie Mocy

2016: Justin Hurwitz – La La Land

nominacje:
- Jóhann Jóhannsson – Nowy początek
- Mica Levi – Jackie
- Dustin O’Halloran i Hauschka – Lion. Droga do domu
- Abel Korzeniowski – Zwierzęta nocy

2017: Alexandre Desplat – Kształt wody

nominacje:
- Hans Zimmer i Benjamin Wallfisch – Blade Runner 2047
- Dario Marianelli – Czas mroku
- Hans Zimmer – Dunkierka
- Jonny Greenwood – Nić widmo

2018: Bradley Cooper, Lady Gaga, Lukas Nelson – Narodziny gwiazdy

nominacje:
- Terence Blanchard – Czarne bractwo. BlacKkKlansman
- Nicholas Britell – Gdyby ulica Beale umiała mówić
- Alexandre Desplat – Wyspa psów
- Marc Shaiman – Mary Poppins powraca

2019: Hildur Guðnadóttir – Joker

nominacje:
- Thomas Newman – 1917
- Michael Giacchino – Jojo Rabbit
- Alexandre Desplat – Małe kobietki
- John Williams – Gwiezdne wojny: Skywalker. Odrodzenie

### 2020–2029
2020: Jon Batiste, Trent Reznor i Atticus Ross − Co w duszy gra

nominacje:
- Emile Mosseri − Minari
- James Newton Howard − Nowiny ze świata
- Anthony Willis − Obiecująca. Młoda. Kobieta.
- Trent Reznor i Atticus Ross − Mank

2021: Hans Zimmer − Diuna

nominacje:
- Daniel Pemberton − Lucy i Desi
- Nicholas Britell − Nie patrz w górę
- Alexandre Desplat − Kurier Francuski z Liberty, Kansas Evening Sun
- Jonny Greenwood − Psie pazury

2022: James Friend − Na zachodzie bez zmian

nominacje:
- Justin Hurwitz – Babilon
- Carter Burwell – Duchy Inisherin
- Son Lux – Wszystko wszędzie naraz
- Alexandre Desplat – Guillermo del Toro: Pinokio(inne języki)